# سيتي فيو (كارولاينا الجنوبية)
سيتي فيو (بالإنجليزية: City View CDP, South Carolina)‏ هي مدينة تقع بولاية كارولاينا الجنوبية في الولايات المتحدة. تبلغ مساحتها 1.36 كم2، وترتفع عن سطح البحر 302 م، بلغ عدد سكانها 1,345 نسمة في عام 2010 حسب إحصاء مكتب تعداد الولايات المتحدة وتصل الكثافة السكانية فيها 989 نسمة لكل كيلومتر مربع (2,561.5/ميل2).

## التركيبة السكانية
حدّد مكتب تعداد الولايات المتحدة بيانات التركيبة السكانية لسيتي فيو في تعداد الولايات المتحدة. في ما يلي، التركيبة السكانية حسب تعدادي 2000 و2010.

### تعداد عام 2000
بلغ عدد سكان سيتي فيو 1,254 نسمة بحسب تعداد عام 2000، وبلغ عدد الأسر 469 أسرة وعدد العائلات 297 عائلة مقيمة في المدينة. في حين سجلت الكثافة السكانية 922.1 نسمة لكل كيلومتر مربع (2,388.2/ميل2). وبلغ عدد الوحدات السكنية 575 وحدة بمتوسط كثافة قدره 422.8 لكل كيلومتر مربع (1,095.0/ميل2).
وتوزع التركيب العرقي للمدينة بنسبة 63.08% من البيض و31.50% من الأمريكيين الأفارقة و0.88% من الأمريكيين الأصليين و0.24% من الأمريكيين ذوي الأصول الآسيوية و2.63% من الأعراق الأخرى و1.67% من عرقين مختلطين أو أكثر و7.50% من الهسبانيون أو اللاتينيون من أي عرق.
بلغ عدد الأسر 469 أسرة كانت نسبة 40.7% منها لديها أطفال تحت سن الثامنة عشر تعيش معهم، وبلغت نسبة الأزواج القاطنين مع بعضهم البعض 35% من أصل المجموع الكلي للأسر، ونسبة 22% من الأسر كان لديها معيلات من الإناث دون وجود شريك، بينما كانت نسبة 6.4% من الأسر لديها معيلون من الذكور دون وجود شريكة وكانت نسبة 36.7% من غير العائلات. تألفت نسبة 29.4% من أصل جميع الأسر من عدة أفراد يعيشون في نفس المنزل ونسبة 9.2% كانت تتألف من شخص يعيش بمفرده يبلغ من العمر 65 عاماً أو أكثر. وبلغ متوسط حجم الأسرة المعيشية 2.67، أما متوسط حجم العائلات فبلغ 3.32.
بلغ العمر الوسطي للسكان 32.4 عاماً. وكانت نسبة 29.5% من القاطنين تحت سن الثامنة عشر، وكانت نسبة 9.6% بين الثامنة عشر والرابعة والعشرين عاماً، ونسبة 30.7% كانت واقعةً في الفئة العمرية ما بين الخامسة والعشرين والرابعة والأربعين عاماً، ونسبة 20.9% كانت ما بين الخامسة والأربعين والرابعة والستين، ونسبة 9.3% كانت ضمن فئة الخامسة والستين عاماً فما فوق. يوجد لكل 100 أنثى 91.7 ذكر، ويوجد لكل 100 أنثى في الثامنة عشر من عمرها فما فوق 84.9 ذكر.
بلغ متوسط دخل الأسرة في المدينة 21,920 دولارًا، أما متوسط دخل العائلة فبلغ 25,208 دولارًا. وكان متوسط دخل الذكور 25,847 دولارًا مقابل 18,824 دولارًا للإناث. وسجل دخل الفرد الخاص بالمدينة 9,532 دولارًا. وكانت نسبة 27.6% من العائلات ونسبة 29% من السكان تحت خط الفقر، وكان من هؤلاء نسبة 36.9% تحت سن الثامنة عشر ونسبة 9.7% في الخامسة والستين من العمر وما فوق.

### تعداد عام 2010
بلغ عدد سكان سيتي فيو 1,345 نسمة بحسب تعداد عام 2010، وبلغ عدد الأسر 436 أسرة وعدد العائلات 300 عائلة مقيمة في المدينة. في حين سجلت الكثافة السكانية 989 نسمة لكل كيلومتر مربع (2,561.5/ميل2). وبلغ عدد الوحدات السكنية 548 وحدة بمتوسط كثافة قدره 402.9 لكل كيلومتر مربع (1,043.5/ميل2).
وتوزع التركيب العرقي للمدينة بنسبة 47.96% من البيض و28.03% من الأمريكيين الأفارقة و0.59% من الأمريكيين الأصليين و0.07% من الأمريكيين ذوي الأصول الآسيوية و0.45% من سكان جزر المحيط الهادئ و20% من الأعراق الأخرى و2.90% من عرقين مختلطين أو أكثر و33.38% من الهسبانيون أو اللاتينيون من أي عرق.
بلغ عدد الأسر 436 أسرة كانت نسبة 42.2% منها لديها أطفال تحت سن الثامنة عشر تعيش معهم، وبلغت نسبة الأزواج القاطنين مع بعضهم البعض 31.4% من أصل المجموع الكلي للأسر، ونسبة 26.6% من الأسر كان لديها معيلات من الإناث دون وجود شريك، بينما كانت نسبة 10.8% من الأسر لديها معيلون من الذكور دون وجود شريكة وكانت نسبة 31.2% من غير العائلات. تألفت نسبة 24.1% من أصل جميع الأسر من عدة أفراد يعيشون في نفس المنزل ونسبة 6.4% كانت تتألف من شخص يعيش بمفرده يبلغ من العمر 65 عاماً أو أكثر. وبلغ متوسط حجم الأسرة المعيشية 3.08، أما متوسط حجم العائلات فبلغ 3.56.
بلغ العمر الوسطي للسكان 29.6 عاماً. وكانت نسبة 28.9% من القاطنين تحت سن الثامنة عشر، وكانت نسبة 12.2% بين الثامنة عشر والرابعة والعشرين عاماً، ونسبة 30.2% كانت واقعةً في الفئة العمرية ما بين الخامسة والعشرين والرابعة والأربعين عاماً، ونسبة 21.3% كانت ما بين الخامسة والأربعين والرابعة والستين، ونسبة 7.4% كانت ضمن فئة الخامسة والستين عاماً فما فوق. وتوزع التركيب الجنسي للسكان بنسبة 50.4% ذكور و49.6% إناث.